# Бага (Грузия)
Бага (груз. ბაგა) — село в Грузии, в муниципалитете Душети края Мцхета-Мтианети. 

## География
Село расположено в северной части края, в 7 километрах по прямой к юго-востоку от центра муниципалитета Душети. Высота центра — 980 метров над уровнем моря.

## Население
По данным переписи населения 2014 года, в селе проживало 142 человека.
| Год  | Население |
| ---- | --------- |
| 2002 | 160       |
| 2014 | 142       |